# Microrégion de Cachoeira do Sul
La microrégion de Cachoeira do Sul est une des microrégions du Rio Grande do Sul appartenant à la mésorégion du Centre-Est du Rio Grande do Sul, au Brésil. Elle est formée par l'association de sept municipalités. Elle recouvre une aire de 7 587,3 km2 pour une population de 160 291 habitants (IBGE - 2005). Sa densité est de 21,1 hab./km2. Son IDH est de 0,772 (PNUD/2000).

## Municipalités[1]
- Cachoeira do Sul
- Cerro Branco
- Novo Cabrais
- Pantano Grande
- Paraíso do Sul
- Passo do Sobrado
- Rio Pardo

## Microrégions limitrophes
- Santa Cruz do Sul
- Camaquã
- São Jerônimo
- Serras du Sud-Est
- Santa Maria
- Restinga Seca